# Maurício Rua
Maurício Milani Rua, född 25 november 1981, är en brasiliansk MMA-utövare som tävlar i organisationen UFC. Mellan maj 2010 och mars 2011 var han organisationens mästare i lätt tungvikt. 
Hans KO-vinst över Lyoto Machida vid UFC 113 utsågs till 2010 års KO of the Year. Rua är även intagen i UFC Hall of Fame.

## Karriär

### Pride
När Shogun mötte Mark Coleman i tungvikt vid Pride 31 bröt han armen när han försökte dämpa fallet från en nedtagning av Coleman. Den 17 januari 2009 möttes Coleman och Rua igen i en match som Rua vann på TKO efter att ha träffat den då 44-åriga Coleman med en uppercut i tredje och sista ronden. 

### UFC
Mauricio "Shogun" Rua förlorade sin UFC-debut mot TUF-vinnaren Forrest Griffin.
Den 8 maj 2010 blev Rua mästare i UFC efter att ha besegrat Lyoto Machida på UFC 113. Den 17 mars 2011 förlorade Rua sitt bälte mot Jon Jones.